# سليمان أو
سليمان أو (بالفرنسية: Souleymane Aw)‏ هو لاعب كرة قدم سنغالي في مركزي الوسط والدفاع، ولد في 5 أبريل 1999 في السنغال. لعب مع نادي جل فيسنتي ونادي يوبين.

## وصلات خارجية
- سليمان أو على موقع قاعدة بيانات كرة القدم.إي يو (الإنجليزية)
- سليمان أو على موقع ليكيب (الفرنسية)
- سليمان أو على موقع Soccerbase.com (لاعب) (الإنجليزية)
- سليمان أو على موقع Soccerway.com (الإنجليزية)
- سليمان أو على موقع عالم كرة القدم.نت (الإنجليزية)